# Direttore dei lavori
Il direttore dei lavori è la figura professionale scelta dal committente, in base alle opere da eseguire e al titolo professionale richiesto dalle normative vigenti per l'esecuzione di tali opere con lo scopo di seguire l'andamento regolare del cantiere.

## Compiti
I compiti del direttore dei lavori sono molteplici e sono:
1. La denuncia al comune di riferimento dell'apertura del cantiere (se le opere ricadono entro determinate categorie, tale denuncia non è richiesta);
2. Principalmente ha il ruolo di dirigere una o più persone nell'esecuzione di specifiche opere,  volte a realizzare un progetto preventivamente approvato da un committente ed eventualmente approvato anche dalla Pubblica Amministrazione, se soggetto a norme di legge vigenti;
3. La redazione dei SAL o, se redatti dall'impresa costruttrice, il controllo e l'avallo di questi ultimi (stato avanzamento lavori). Nei lavori privati le mansioni eventualmente svolte dal direttore dei lavori nel controllo dei SAL possono essere di natura quantitativa (computi delle opere eseguite) e non di natura finanziaria (accordi privati che possono essere riservati a committente - impresa costruttrice). Nei lavori privati, inoltre, salvo che non venga specificatamente contemplata nella lettera d'incarico, il rendiconto e controllo dei SAL viene generalmente svolta dal committente stesso o da un suo tecnico terzo di fiducia.
4. La vidimazione di eventuali modifiche tecniche migliorative del progetto;
5. La verifica della corretta esecuzione dei lavori;
6. La stesura dei verbali di riunione e di eventuali ordini di servizio;
7. Rapporti di audit di cantiere, eseguiti personalmente o affidati a terzi;
8. Il ricevimento, da parte delle imprese e di altri soggetti coinvolti nell'opera, di attestazioni di materiali e lavorazioni, relazioni e perizie;
9. Il rilascio di certificati come quelli di corretta posa in opera, di corretta esecuzione dei lavori o altri previsti dalla legge.

Il direttore possiede e utilizza tutti gli elaborati del progetto esecutivo, nonché quelli delle varianti, così come la contabilità di commessa fornita dalle imprese coinvolte e, infine, il cronoprogramma di progetto.

### Doveri del direttore dei lavori verso lo Stato
Se in cantiere viene commesso un abuso edilizio, lavorazioni che possono minare la stabilità stessa della costruzione, il direttore dei Lavori deve segnalarlo alla committenza e alla pubblica amministrazione con la sospensione immediata delle lavorazioni. In caso contrario, il direttore diventa complice e passibile di denuncia.

### Doveri del direttore dei lavori verso il committente
Il direttore dei lavori deve stilare un verbale di apertura del cantiere, redigere periodici verbali anche fotografici sull'esito dei lavori, deve verificare la correttezza del progetto e segnalare al committente eventuali correzioni necessarie al buon esito dei lavori. 
Il direttore dei lavori è il responsabile della corretta esecuzione delle opere e sorveglia che il progetto, qualunque esso sia, venga rispettato.
Attraverso visite periodiche al cantiere sorveglia che tutte le indicazioni del progetto siano attuate correttamente, impartendo per iscritto le necessarie disposizioni al capocantiere. 
Alla fine dei lavori il direttore dei lavori rilascia un certificato di corretta esecuzione e presenta al comune (qualora fosse necessaria) la richiesta del rilascio di agibilità, corredando la domanda delle apposite certificazioni (impianti etc..).
La direzione dei lavori può non comprendere la gestione della sicurezza nel cantiere, per la quale i responsabili in tal caso sono, ciascuno per la parte ad essi riguardante: il committente, il responsabile dei lavori, il coordinatore in fase di esecuzione.
Nei lavori pubblici e privati il Coordinatore per la Sicurezza in fase di Esecuzione (CSE) può essere lo stesso direttore dei Lavori, se in possesso dei requisiti richiesti (decreto legislativo 81/2008 ) per lo svolgimento di tale incarico. Nel caso in cui il direttore dei lavori non possegga tali requisiti, deve essere nominato dal committente o dal responsabile dei lavori un direttore operativo che svolga le mansioni di coordinatore per la sicurezza.